# Československá basketbalová liga 1964/1965
1. basketbalová liga 1964/1965 byla v Československu nejvyšší ligovou basketbalovou soutěží mužů, v ročníku 1. ligy hrálo 14 družstev, která se po základní části rozdělila na tři skupiny po čtyřech družstvech a ještě v nich odehráli dva turnaje. Slavia VŠ Praha  získala první titul mistra Československa, Spartak ZJŠ Brno skončil na 2. místě a Iskra Svit na 3. místě. Ze čtyř nováčků tři sestoupili (RH Pardubice, Spartak 1. brněnská, Lokomotiva Liberec) a zachránila se jen Lokomotíva Prešov. Sestoupilo také družstvo VSS Košice.
Konečné pořadí:
1. Slavia VŠ Praha (mistr Československa 1965) – 2. Spartak Brno ZJŠ – 3. Iskra Svit – 4. Slovan Orbis Praha – 5. Sparta ČKD Praha – 6.  Dukla Olomouc – 7. Slovan CHZJD Bratislava – 8. Spartak Tesla Žižkov – 9. NHKG Ostrava – 10. Lokomotíva Prešov – další 4 družstva sestup z 1. ligy: 11. RH Pardubice – 12. Spartak 1. brněnská Brno – 13.  VSS Košice – 14. Lokomotiva Liberec

## Systém soutěže
Všech čtrnáct družstev odehrálo dvoukolově každý s každým (zápasy doma – venku), každé družstvo odehrálo 26 zápasů, prvních 12 družstev dle pořadí ve 3 skupinách další dva turnaje, tedy celkem 32 zápasů.

## Konečná tabulka 1964/1965
| Poř. | Tým                        | Z  | V  | P  | Skóre     | Body |
| ---- | -------------------------- | -- | -- | -- | --------- | ---- |
| 1.   | Slavia VŠ Praha            | 32 | 29 | 3  | 2803:2146 | 61   |
| 2.   | Spartak Brno ZJŠ           | 32 | 28 | 4  | 2857:2092 | 60   |
| 3.   | Iskra Svit                 | 32 | 23 | 9  | 2554:2092 | 55   |
| 4.   | Slovan Orbis Praha         | 32 | 18 | 14 | 2353:2312 | 50   |
|      |                            |    |    |    |           |      |
| 5.   | Sparta ČKD Praha           | 32 | 21 | 11 | 2445:2332 | 53   |
| 6.   | Dukla Olomouc              | 32 | 20 | 12 | 2474:2357 | 52   |
| 7.   | Slovan ChZJD Bratislava    | 32 | 15 | 17 | 2146:2281 | 47   |
| 8.   | Spartak Tesla Žižkov Praha | 32 | 13 | 19 | 2357:2296 | 45   |
|      |                            |    |    |    |           |      |
| 9.   | NHKG Ostrava               | 32 | 17 | 15 | 2380:2378 | 49   |
| 10.  | Lokomotíva Prešov          | 32 | 11 | 21 | 1971:2339 | 43   |
| 11.  | RH Pardubice               | 32 | 10 | 22 | 2091:2464 | 42   |
| 12.  | Spartak 1. brněnská Brno   | 32 | 6  | 26 | 2069:2427 | 38   |
|      |                            |    |    |    |           |      |
| 13.  | VSS Košice                 | 26 | 5  | 21 | 1731:2002 | 31   |
| 14.  | Lokomotiva Liberec         | 26 | 2  | 24 | 1721:2270 | 28   |

## Sestavy (hráči, trenéři) 1964/1965
- Slavia VŠ Praha:  Jiří Zídek, Jiří Růžička, Karel Baroch, Jiří Ammer, Jiří Zedníček, Jiří Šťastný, Jaroslav Křivý, Jaroslav Kovář, Jiří Konopásek, Josef Kraus, Jiří Lizálek, Tomáš Kadeřábek, Petr Janovský, Vladimír Knop. Trenér Jaroslav Šíp
- Spartak Brno ZJŠ: František Konvička, Vladimír Pištělák, Zdeněk Konečný, Zdeněk Bobrovský, Jan Bobrovský, František Pokorný, Vlk, Jambor, Dubš, Cvrkal. Trenér Ivo Mrázek
- Iskra Svit: Boris Lukášik, Rudolf Vraniak, Karol Horniak, Jozef Straka, Horňanský, Lehotzký, Setnička, Brychta, Preisler, Kočík. Trenér Dušan Lukášik
- Slovan Orbis Praha: Jaroslav Tetiva, Bohuslav Rylich, Zdeněk Rylich, Jiří Tetiva, Vladimír Janout, Luboš Bajgar, Daňsa, Hartman, Žižka. Trenér V. Šenkýř
- Sparta ČKD Praha: Bohumil Tomášek, Miloš Pražák, Vladimír Mandel, Jiří Marek, Celestín Mrázek, Jan Mrázek,  Jaroslav Slanička, Dušan Krásný, Petr Kapoun, Jiří Janoušek. Trenér Vladimír Lodr
- Dukla Olomouc: Ján Hummel, Robert Mifka, Pavel Pekárek, J. Kostka, Martínek, Tomajko, Hrubý, Ivan Chrenka, Ištvánfy, Dzurilla, Krajč. Trenér Drahomír Válek
- Slovan ChZJD Bratislava: Gabáni, Drescher, Žiak, Farkaš, Meszároš, Mikletič, Wágner, Brunovský, Čuda, Trnovský. Trenér E. Steuer
- Spartak Tesla Žižkov: Milan Voračka, Miloslav Kodl, Silvestr Vilímec, Jindřich Hucl, Vaníček, Gjurič, Kraibich, Spejchal, Kučera, Král, Bartošek, Zdražil, M. Pokorný. Trenér Jindřich Kinský
- NHKG Ostrava:  Vlastimil Hrbáč, Jaroslav Chocholáč, Ďuriš, Hradílek, Khýr, Wrobel, Riegel, Sehnal, Pavel Škuta, M. Kostka, Unger, Nepraš. Trenér S. Linke
- Lokomotíva Prešov: Straka, Bombic, MolokáČ, Kurian, Benko, Poliak, Belej, Tkáč, Lux, Murgoň, Gajdár. Trenér …
- RH Pardubice: Skřivánek, Šafránek, Kalhous, Matuška, Pižl, Kovář, Bílý, J. Fojtík, Brendl. Trenér J. Levínský
- Spartak 1. brněnská: Páleník, Kurz, I.Bobrovský, Procházka, Jochman, Předešlý, Hrdina, Šmarda, Kopecký, I. Křivý, Audy. Trenér J. Kubíček
- VSS Košice: Kašper, Pavlík, Brziak, Tomáš, Weber, Čomaj, Předešlý, Bauernébl, Sahlica, Vlčko, Andreanský, Malárik, Gecelovský, Kapišinský. Trenéři: L. Šosták, Juraj Gold
- Lokomotiva Liberec: Smékal, Brokl, Maňhal, Sasín, Chyba, Urbášek, Meisner, Bednařík, Roubíček, Kvičala, Glazar. Trenér …

## Zajímavosti
- Olympijské hry 1964 Tokio, Japonsko, v říjnu 1964. Konečné pořadí: 1. USA, 2. Sovětský svaz, 3. Brazílie. Družstvo mužů Československa se nekvalifikovalo.
- Mistrovství Evropy v basketbale mužů v květnu/červnu 1965 se konalo v Sovětském svaze Moskva. Mistrem Evropy byl Sovětský svaz, druhá skončila Jugoslávie a třetí Polsko. Na 7. místě skončilo Československo, které hrálo v sestavě: František Konvička 10 bodů /6 zápasů, Jiří Zídek 98 /7, Jiří Růžička 81 /7, Jan Bobrovský 63 /7, Vladimír Pištělák 56 /6, Robert Mifka 38 /7, Bohumil Tomášek 35 /5, Karel Baroch 33 /5, Jiří Šťastný 24 /7, Jiří Ammer 23 /4, Jiří Zedníček 8 /4, Ján Hummel 0 /1,  celkem 566 bodů v 9 zápasech (6–3). Poznámka: chybí statistika ze zápasů s NDR (73–55) a Itálií (69–78). Trenér Vladimír Heger.
- Spartak Brno ZJŠ v Poháru evropských mistrů 1964/65 odehrál 4 zápasy (3–1) a ve čtvrtfinále vyřazen rozdílem 1 bodu ve skóre od Ignis Pallacanestro Varese, Itálie (72–67, 84–90).
- „All Stars“ československé basketbalové ligy – nejlepší pětka hráčů basketbalové sezóny 1964/65: František Konvička, Jiří Zídek, Jiří Růžička, Vladimír Pištělák, Jan Bobrovský.